# Penitenciarul Brăila
Penitenciarul Brăila este o unitate de detenție din Brăila, județul Brăila profilată pe custodirea persoanlor private de libertate clasificate în regim deschis și semideschis. Directorul actual al unității este comisar șef Horia Huluba.

## Istoric
În anul 1832 este construită o închisoare (temniță), în cadrul poliției, din cauza creșterii numărului de infractori. În anul 1905 s-au adus îmbunătățiri închisorii, care este revizuită în întregime și este declarată penitenciar, fiind folosită tot în cadrul poliției și ca arest preventiv județean.
În anul 1977, Penitenciarul Brăila este desființat, ca apoi în anul 1983 a fost reînființat, prin Decretul nr. 130/1983.